# Einheits-Bahnübergangstechnik

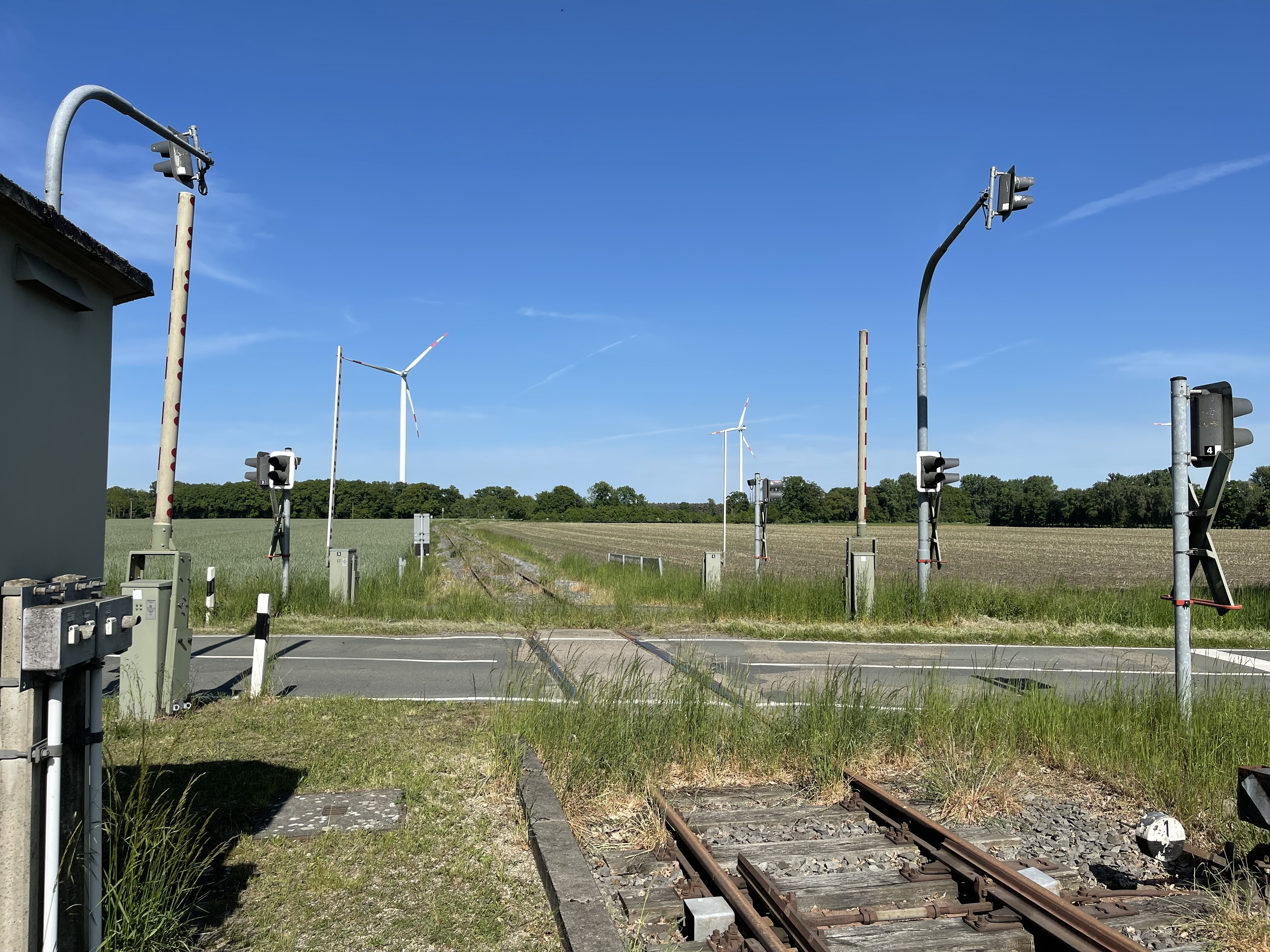
Ein Bahnübergang der Bauart EBÜT 80 von Pintsch-Bamag in Ostenwalde. Links das Schalthaus und die Hilfseinschalttaste.

Die Einheits-Bahnübergangstechnik (kurz EBÜT 80 genannt) wurde von den Unternehmen Scheidt & Bachmann, Siemens und Pintsch Bamag in den 1980er Jahren in Zusammenarbeit mit der Deutschen Bundesbahn entwickelt. Sie vereinheitlichte eine bis dahin eingesetzte Vielfalt an Bahnübergangstechniken bei Neuanlagen.

## Anwendung
Die EBÜT 80 kann sowohl für eingleisige als auch für mehrgleisige Strecken verwendet werden. Sie kann für Halb- als auch Vollschranken mit Blinklicht oder Lichtzeichen mit Gelb/Rotphase verwendet werden, wobei Bahnübergänge mit Blinklichtanlagen bei Neubauten nur noch in Ausnahmefällen realisiert wurden.
Im Gegensatz zu älteren Bahnübergangsanlagen ist die EBÜT 80 modular aufgebaut und bietet verschiedene Schnittstellen zur Steuerung und Bedienung. Es gibt folgende Steuerungsarten, wobei auch Kombinationen mehrerer Schnittstellen möglich sind:
- Signalsteuerung
- Zugsteuerung
- Wärterbedienung

Zur Überwachung der Funktion des Bahnübergangs können folgende Überwachungsarten eingesetzt werden:
- Hp: Überwachung durch ein Hauptsignal
- FÜ: Mittels Fernüberwachung
- ÜS: Das Überwachungssignal zeigt dem Triebfahrzeugführer den Zustand der Bahnübergangsanlage an
- Bed: Überwachung durch den Bediener der Bahnübergangsanlage

## Aufbau
Die gesamte Bahnübergangsanlage ist modular aufgebaut. Alle Schalteinrichtungen sind in zwei standardisierten Gestellen untergebracht, wobei diese wiederum in einem Schalthaus montiert sind. Meist werden Rechteck-Betonhäuschen verwendet. Die Gestelle wurden bereits fertig im Schalthaus montiert, verdrahtet und vom Hersteller geprüft angeliefert. Dadurch konnte die Bauzeit deutlich reduziert werden.
Die Steuerung ist aus Relais und elektronischen Schaltungen aufgebaut und zweikanalig (2v2-Rechner) ausgeführt.
Zum Ein- und Ausschalten werden Schienenkontakte oder Fahrzeugsensoren (Gleisschleifen) benutzt.

## Schaltfälle
Folgende Schaltfälle beherrscht die EBÜT 80:
- Schaltfall 1 Bahnübergangsbelegtmeldung (BÜBM)
- Schaltfall 2 Signalabhängiges Wirksamschalten (WS)
Die Einschaltkontakte werden erst bei Fahrstraßenfestlegung oder dem Anschalten des Ersatzsignals wirksam geschaltet. Bei Fahrstraßen, welche nicht über BÜ führen, bleibt der Einschaltkontakt unwirksam.
- Schaltfall 3 Wirksamkeitskontakt (WK)
- Schaltfall 4 Dauerunwirksamschalten (UW/US)
- Schaltfall 5 Unwirksamschalten mit Kontakt (UK)
- Schaltfall 6 Unwirksamschalten von Hand (UT)
- Schaltfall 7 Auflösung der Wirksamschaltung mit Unwirksamkeitstaste (WK mit UT)
- Schaltfall 8 Handeinschalten (Rangierschalter/Einschalttaste) (RS/ET)
- Schaltfall 9
- Schaltfall 10 Verlängerung der Einschaltung oder Wiedereinschalten (EK5)
- Schaltfall 11 Handausschalten/Wiedereinschalten (AT ET/AT)
- Schaltfall 12 Speichern ohne Signalsperrung – Einfahrsignal (SpoS)
Der Einschaltkontakt wird bei Fahrtstellung des deckenden BÜ-Signals wirksam geschaltet. Wurde der Einschaltkontakt bei noch haltzeigendem Signal befahren und erfolgt die Fahrtstellung bis zu 60 Sekunden danach, wird der BÜ noch direkt eingeschaltet. Ansonsten erfolgt die Einschaltung durch den (wieder)anfahrenden Zug über einen zusätzlichen Einschaltkontakt unmittelbar hinter dem Signal.
- Schaltfall 13 Speichern mit Signalsperrung – Einfahrsignal (SpmS)
- Schaltfall 14 Speichern ohne Signalsperrung – Ausfahrsignal (SpoS)
- Schaltfall 15 Speichern mit Signalsperrung – Ausfahrsignal (SpmS)
- Schaltfall Automatik-HET (AutoHET)
- Schaltfall Automatik-ET
- Schaltfall Nebeneinschaltpunkt
- Schaltfall Weiche in der Einschaltstrecke
- Schaltfall Gegenfreigabe durch Schaltfallsensor
- Schaltfall Awanst (Ausweichanschlussstelle)

## Umbauverbot
Viele Bahnübergangsanlagen der EBÜT 80 sind von Umbauverboten betroffen.